# 毛卡德
毛卡德，是匈牙利佩斯州所辖的一个村。总面积31.77平方公里，总人口1233，人口密度38.8人/平方公里（2011年1月1日）。